# Shively (Kentucky)
Shively es una ciudad ubicada en el condado de Jefferson en el estado estadounidense de Kentucky. En el Censo de 2010 tenía una población de 15264 habitantes y una densidad poblacional de 1.287,06 personas por km².

## Geografía
Shively se encuentra ubicada en las coordenadas 38°11′56″N 85°48′50″O / 38.19889, -85.81389. Según la Oficina del Censo de los Estados Unidos, Shively tiene una superficie total de 11.86 km², de la cual 11.84 km² corresponden a tierra firme y (0.17%) 0.02 km² es agua.

## Demografía
Según el censo de 2010, había 15264 personas residiendo en Shively. La densidad de población era de 1.287,06 hab./km². De los 15264 habitantes, Shively estaba compuesto por el 45.89% blancos, el 48.64% eran afroamericanos, el 0.2% eran amerindios, el 0.69% eran asiáticos, el 0.08% eran isleños del Pacífico, el 1.93% eran de otras razas y el 2.57% pertenecían a dos o más razas. Del total de la población el 3.54% eran hispanos o latinos de cualquier raza.